# Asylum (película de 2005)
Asylum es una película anglo-irlandesa del año 2005. La obra está basada en una novela del escritor inglés Patrick MacGrath. La película es un thriller psicológico que ahonda en las obsesiones de su protagonista, interpretada por la actriz Natasha Richardson, con un delincuente llamado Edgar (interpretado por Marton Csokas) del que caerá enamorada. La historia narra los hechos que acontecerán por ello con su marido, con su hijo y con un metódico psiquiatra interpretado por Ian McKellen.

## Argumento
La película se ambienta en la Inglaterra a comienzos de la década de los 1950. Stella Raphael (Natasha Richardson) es la esposa de un exitoso psiquiatra llamado Max (Hugh Bonneville) que trabaja en la campiña inglesa y con quien tiene un hijo. Sumida en un matrimonio frío, aburrido y sin pasión, Stella cae en los brazos de un convicto llamado Edgar (Marton Csokas) con quien mantiene un furtivo y breve affair. Edgar también piensa que un psiquiatra llamado Peter Cleave (Ian McKellen) constantemente lo vigila, mientras que sabe lo peligroso que puede llegar a ser (Edgar había sido condenado por asesinar salvajemente a su mujer).
En determinado momento, Edgar se fuga y este decide irse a vivir a Londres. Poco después, Stella consigue localizarlo y ambos se siguen viendo de manera furtiva y ocasional, sin que su esposo llegue a enterarse de lo que ocurre. Tras un tiempo, Edgar le sugiere a Stella que se quede a vivir con él y abandone a su familia. Por su parte, el Dr. Cleave confronta a Stella y le confirma que sabe que ambos se esconden de él. El psiquiatra le cuenta el atroz asesinato que hizo Edgar y su retorcida personalidad, pero a ella no parece importarle, marchándose a vivir con él y dejando a su familia atrás.
Stella, Edgar y un amigo de este comienzan a vivir de una forma un tanto bohemia, ocultándose de la sociedad para no llamarle la atención a la policía. Sin embargo, con el paso del tiempo, Edgar comienza a mostrar su verdadera personalidad, desarrollando un carácter obsesivo y violento para con Stella, lo que hace que ella empiece a sentir temor hacia él. Pronto la policía descubre su escondite y envía de regreso a Stella con su marido. Max no puede perdonarla, pero admite que su hijo necesita una madre, así que decide hacer las paces con ella por el bien de su vástago.
Despedido de su trabajo, Max, Stella y su hijo deciden irse a vivir a Gales. Stella recupera su papel maternal con su hijo, pero tiene que lidiar con el desprecio de sus nuevos vecinos y con el comportamiento distante de su hijo, quien quiere que le explique por qué su madre lo abandonó. Por otro lado, Stella admite que no puede olvidarse de Edgar y éste termina localizándola y ambos vuelven a verse, momento que es aprovechado por la policía para atraparla.
En una excursión de su hijo Charlie con la escuela, a la cual lo acompañó Stella, ambos terminan paseando junto a un río. Charlie intenta recoger peces en el río, pero se resbala y termina cayendo al agua. Stella, quien se hallaba en una especie de estado de trance, no responde ante las llamadas de auxilio de su hijo, teniendo que acudir su profesor a rescatarlo. Sin embargo, resulta ser demasiado tarde, y Charlie muere ahogado. Mientras tanto, luego del entierro de este, el Dr. Cleave y Max son conscientes de que Stella necesita tratamiento psiquiátrico, de modo que es internada en el asilo mental del Dr. Cleave, el mismo donde también está Edgar.
Sometida a tratamiento, Stella parece mejorar aparentemente, pero cada vez posee un carácter más apagado y meditabundo. Por su parte, el Dr. Cleave le propone a Stella que ambos mantengan una relación y ella parece aceptar. Durante un baile que se celebraba en el asilo donde los internos podrían socializar, Stella busca desesperada a Edgar, pero el Dr. Cleave le había prohibido expresamente asistir. Mientras las enfermeras devolvían a los internos a sus celdas, Stella aprovecha para llegar hasta el tejado, desde donde se lanza hacia una cristalera. El Dr. Cleave trata de ayudar Stella, quien desesperadamente ha salido malherida, pero ésta le pide que la deje en paz. Finalmente Stella terminará muriendo a causa de las heridas y la enterrará junto con su hijo.

## Reparto
- Natasha Richardson es Stella Raphael, protagonista del filme.

- Ian McKellen es el psiquiatra Peter Cleave.

- Marton Csokas es el convicto Edgar Stark, condenado por el asesinato de su mujer.

- Hugh Bonneville es el ingenuo e inocente Max Raphael, marido de Stella.

- Gus Lewis es el pequeño Charlie, hijo de Stella y de Max.

## Producción

### Rodaje
El rodaje de la película comenzó el 22 de julio de 2004 y finalizó el 18 de agosto del mismo año.

## Estreno
La película se estrenó el 11 de febrero de 2005 en el Festival Internacional de Cine de Berlín y se estrenó el 9 de septiembre del mismo año en el Reino Unido.